# 吉爾福德
吉爾福德（英語：Guildford，i/ˈɡɪlfərd/）是英國薩里郡的一個鎮，吉爾福德區首府，處於大倫敦都會區西南角，人口約八萬。吉爾福德城堡、薩里大學和吉爾福德座堂位於此地。香港譯名僑福取自香港山頂僑福道。

## 交通
當地有兩個鐵路站，即吉爾福德站和吉爾福德倫敦路站。A31、A3、A25、M25公路經過此地。